# ハニーローザ

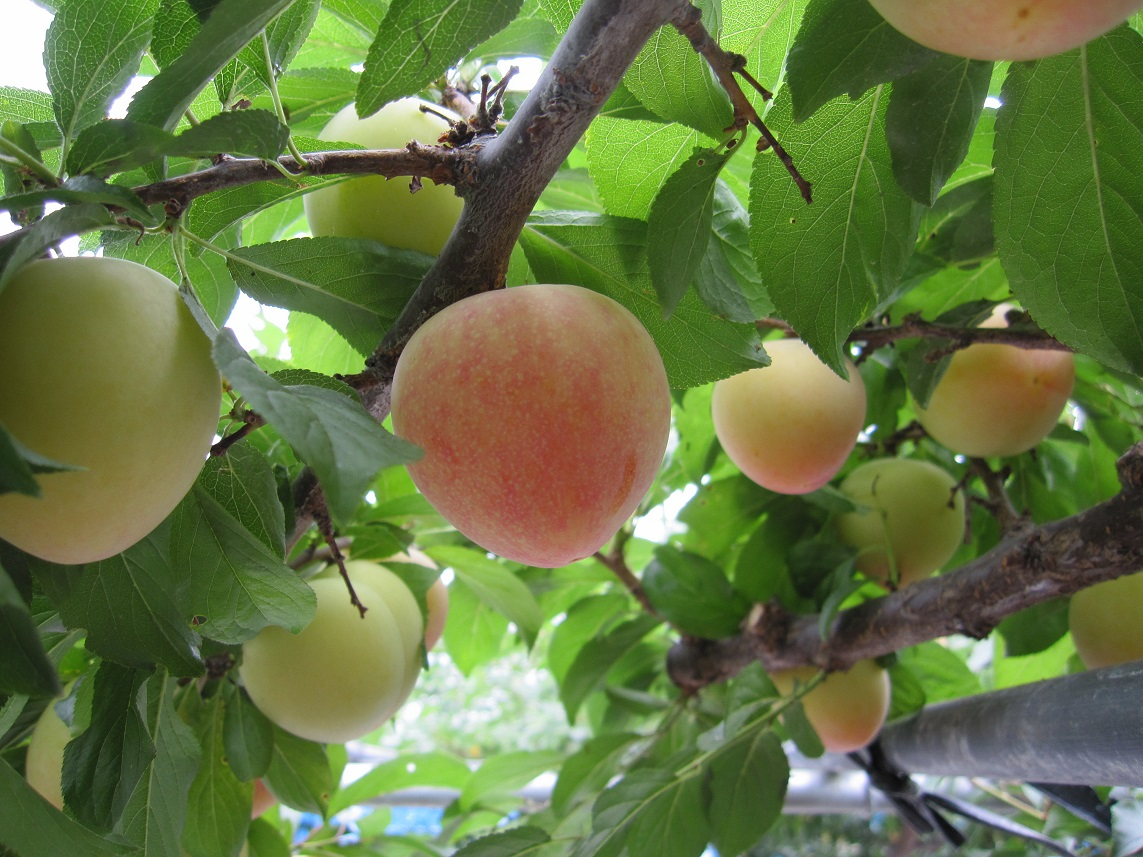
玉東町で収穫されるハニーローザ

ハニーローザは、スモモの一種。糖度は14％程度と高く、栽培が難しく収穫時期が短いことから「幻のすもも」と呼ばれる。「ホワイトプラム」の自然交雑実生を選抜した品種で、農研機構（農業・食品産業技術総合研究機構）で育成され、1996年（平成8年）に品種登録された。
果実は円形でサイズは40～50gとやや小さく、果皮は熟すと淡い紅色に染まる。
主な産地は熊本県で、自治体単位では玉東町が日本一の生産量となっている。